# Andy Clark
Andy Clark był dyrektorem programu nauk kognitywistycznych (Cognitive Science Program) na Indiana University w Bloomington. Obecnie jest profesorem na Uniwersytecie w Edynburgu. Centralnym zagadnieniem jego rozważań jest ucieleśnienie oraz pojęcie ucieleśnionego umysłu.

## Filozofia
Andy Clark (podobnie jak Michael L. Anderson) zajmuje się zagadnieniem „ucieleśnienia poznania" oraz percepcji w zwrocie epistemologicznym na polu robotyki (jako gałęzi sztucznej inteligencji i metod obliczeniowych). Podstawowym zagadnieniem i zarazem mottem nie jest tu: „Czym jest inteligencja, bądź umysł?”, tylko: „Jaką technikę badawczą powinniśmy przyjąć, rozpatrując fenomen umysłu?”. Konsekwencje tego pytania są niezwykle głębokie i prowadzą do zwrotu ku „medium poznawczemu” – jakby to ujął Maurice Merleau-Ponty – jakim jest ludzkie ciało. Badania nad sztuczna inteligencją stanowią tutaj trzon teoretyczny, swego rodzaju „poligon” epistemologiczny. Centralnym pojęciem rozważań jest „ucieleśnienie” systemu poznawczego (Embodied Cognition, Andy Clark), inteligencji (Embodied Intelligence, Rodney Brooks), sztucznej inteligencji (Embodied AI, Stan Franklin). Rewolucyjnym aspektem badań Clarka jest odwołanie się do wiarygodnych prac m.in. antropologów, lingwistów oraz neurofizjologów. W pracach Clarka można doszukać się inspiracji m.in. pracami filozofa i fenomenologa Maurice'a Merleau-Ponty, słynnego biologa i twórcy biosemantyki Jakoba von von Uexkülla oraz psychologa rozwojowego Lwa Vygotskiego.

### Koncepcja ucieleśnienia i ucieleśnionego umysłu i poznania
Doskonałym punktem wyjścia do rozważań na koncepcjami ucieleśnienia i umysłu ucieleśnionego – zarówno w filozofii umysłu, psychologii poznawczej jak i w kognitywistyce – jest artykuł psycholog Margaret Wilson pt. „Six views of embodied cognition”. Naczelną myślą całego artykułu jest potraktowanie ciała jako czynnika pełniącego główną rolę w kształtowaniu umysłu. Wilson próbuje uwypuklić pierwotność (nadrzędność) mózgu jako części ciała pełniącej rolę systemu kontrolnego a tym samym „władającej” umysłem. Głównym obszarem rozważań wokół pojęcia ‘ucieleśnienia’ jest percepcja zmysłowa (w jakiejkolwiek postaci, choć najczęściej wzrokowej).
Zalążki rozważań na temat ‘umysłu ucieleśnionego’ czy też ogólnie ‘ucieleśnienia’ można odnaleźć już w badaniach psychologów XIX-wiecznych. Jedne z pierwszych wzmianek dotyczących roli rozwoju, percepcji i otoczenia obecne są w pracach Lwa Semyonovicha Vygotskiego (nazywanego często pre-kognitiwistą). Jako psycholog rozwojowy podkreślał funkcje języka w relacji z myśleniem. Filarem koncepcji Vygotskiego było pojęcie 'otoczenia najbliższego’ jako miejsca funkcjonowania i działania dorastającej jednostki. Vygotski doczekał się wielu kontynuatorów (m.in. Esther Thelen i Linda B. Smith).
Amerykański filozof,jeden z twórców pragmatyzmu – William James oraz szwajcarski psycholog rozwojowy Jean Piaget byli pierwszymi myślicielami, którzy w swoich koncepcjach wyraźnie zakreślili wątki do dziś obecne i dyskutowane: rolę ciała, otoczenia, motoryki, problem cielesność – percepcja itd.
Z kolei James Jerome Gibson w swej psychologii ekologicznej (lata 70. XX wieku) określił pojęcie percepcji, jako potencjalnej i wielokrotnej interakcji z otoczeniem (tzw. affordance). Jednocześnie inny psycholog amerykański – David Marr – w tym samym czasie zaprezentował swoją autorską koncepcję percepcji wzrokowej (Vision: A Computational Investigation into the Human Representation and Processing of Visual Information, 1982). Prace obu psychologów wprowadziły istotne novum do współczesnej epistemologii, a mianowicie ‘skonstruowały’ model poznawczy, umieszczając tym samym aktywną poznawczo jednostkę w ciągle zmieniającym się otoczeniu (environment).
Także lingwiści poruszali sferę podobnych zagadnień, w ramach paradygmatu językoznawstwa kognitywnego. Zakładając, że język jest ściśle powiązany z procesami umysłowymi dotyczącymi postrzegania świata, George Lakoff i Mark Johnson analizują funkcjonowanie metafor. Nie odnosząc się do klasycznej definicji, przedstawiają je jako abstrakcyjne pojęcia mówiące o pewnych cielesnych/fizycznych właściwościach nabytych drogą interakcji jednostki z otoczeniem.
Równocześnie w latach 80. badacze sztucznej inteligencji dokonali licznych przewrotów w koncepcjach z zakresu robotyki mówiąc o możliwości zaimplementowania tzw. „środowisk wielowarstwowych” (multi-layers) czyli środowisk bazujących na architekturze umysłu podobnej do ludzkiej (Rodney Brooks). Praktyczny wymiar tych badań ukazują m.in. projekty Mai J Mataric. Ważną rolę w kształtowaniu dzisiejszych koncepcji poznania ucieleśnionego miała też hipoteza modularności umysłu autorstwa Jerry'ego Fodora.

### Sześć typów 'ucieleśnienia' Margaret Wilson
Zreferowane przez Margaret Wilson sześć stanowisk („Six views of embodied cognition”) charakteryzuje każdy model pod względem zalet, wad i pomocniczych pojęć itd. Pierwsze trzy koncepcje są dosyć łatwe w określeniu i akceptowalne (ponieważ współpracują ze sobą, uzupełniają się) przez większość filozofów. Czwarta i szósta koncepcja stanowią twardy orzech do zgryzienia. Czwarta koncepcja, jak się później okaże, stawia trudne do zaakceptowanie warunki. Natomiast ostatnia koncepcja przez swą złożoność jest najszerzej rozbudowana, z racji tej stawia wiele trudności wydając się niedookreśloną pojęciowo. W efekcie dotychczasowych rozważań, w historii filozofii umysłu oraz kognitywistyki, nad poznaniem ucieleśnionym (embodied cognition) dokonano fundamentalnego podziału, na:
- on-line cognition – jest to poznanie będące w pełni w interakcji z otoczeniem,
- off-line cognition – jest to poznanie niebędące w ścisłej interakcji z otoczeniem (niezależne).

Typologia Margaret Wilson, “Six Views of Embodied Cognition” (2002): embodied cognition – ucieleśnione poznanie, Jak charakteryzuje się owe poznanie? Relacja: od ciała → do umysłu. Czym charakteryzuje się relacja między umysłem, ciałem a otoczeniem?
- (a) cognition is situated – poznanie sytuacyjne (off/on-line),
- (b) cognition is time-pressured – poznanie pod presją czasu (realtime, runtime – czasu rzeczywistego),
- (c) we off-load cognitive work onto the environment – przemieszczenie ciężaru poznawczego na otoczenie,
- (d) the environment is part of the cognitive system – otoczenie jako część systemu poznawczego,
- (e) cognition is for action – poznanie jako działanie,
- (f) off-line cognition is body-based –poznanie oparte na uposażeniu mentalnym, które ograniczone jest architekturą fizyczną, np. budową mózgu (bazuje na pojęciach: mental imagery, working memory, episodic memory, implicit memory, reasoning and problem-solving).

Wszystkie teorie ucieleśnionego poznania przedstawiają relacje: od ciała do umysłu. Ukazują organizm jako tzw. aktywnego eksplanatora. Jest to pewien system poznawczy będący w aktywnym (nie biernym) stosunku do wszelkich bodźców docierających do ciała od otoczenia, rejestrującym zmiany i przetwarzający na informacje. Jest to postawa pewnego poszukiwacza, ciągle odkrywającego nowe obszary wiedzy, czerpiącego garściami nie tylko ze świata zewnętrznego ale ze swoich zasobów np. wyobraźni, pamięci czy mechanizmów mentalnych (wnioskowań logicznych).
Natomiast jeśli chodzi o pojęcie ucieleśnienia istotna jest tutaj strategia badawcza jaką należy uprzednio przyjąć. Czyli: czy należy najpierw rozpocząć badania (analizy) ciała (owej cielesności) czy umysłu? Poniżej przedstawiam inne wybrane stanowiska wraz z przedstawicielami (za Tomem Ziemke):

### Embodied cognition – poznanie ucieleśnione
Poniższa tabela – w postaci podsumowującej – przedstawia różnice między klasycznym podejściem do umysłu i poznania wśród kognitywistów oraz charakteryzuje kontrastujące stanowisko poznania ucieleśnionego. Obie strony cechują się diametralnie różnymi argumentacjami:
| Klasyczne stanowisko w filozofii umysłu                                                                                | Stanowisko poznania ucieleśnionego |
| --- | --- |
| 1. Obowiązująca metafora umysłu to komputer, oparty na regułach, zdeterminowanych przez logikę                         | 1. Obowiązująca metafora umysłu to sprzężenie strukturalne, czyli określona forma ucieleśnienia, środowisko i działania powodujące procesy poznawcze |
| 2. Stanowisko izolacjonistyczne – poznanie może być tylko i wyłącznie zrozumiane poprzez badanie wewnętrznych procesów | 2. Stanowisko relacyjne – poznanie może być zrozumiane w pełni dzięki poznaniu wzajemnych zależności między umysłem, ciałem i otoczeniem             |
| 3. Wyższość obliczeniowości                                                                                            | 3. Wyższość ukierunkowanych działań (wynikowych), rozłożonych w czasie rzeczywistym                                                                  |
| 4. Poznanie jako dostępny pasywnie proces (bierny)                                                                     | 4. Poznanie jako aktywna "konstrukcja", oparta na ucieleśnionych (w organizmie) procesach, o ukierunkowaniu wynikowym                                |
| 5. Reprezentacje zakodowane symbolicznie                                                                               | 5. Reprezentacje sensomotoryczne |

Filozofa interesuje tutaj przede wszystkim możliwość zastosowania kryteriów adekwatności zachowania – w stosunku do odpowiednich warunków. Twierdząc za Victorem Serebriakoffem – istotny jest tutaj proces optymalizacji zachowania w świetle otrzymywanej informacji. A te warunki spełnia wyżej wspomniana algorytmika ewolucyjna bądź też genetyczna.. Jest to nic innego jak badanie w nowej formie pojęcia sztucznej inteligencji, optymalizacji zachowawczej w świetle postawionego problemu. Wygenerowanie wyników droga losowa za pomocą algorytmów genetycznych. Natomiast jeśli dodamy możliwość zastosowana nowoczesnych osiągnięć robotyki, w postaci maszyn zaprojektowanych wręcz na podobieństwo ludzkie. Brzmi to jak przekrój literacki o charakterze science fiction – ale fantazje stają się już rzeczywistością. Specjalnie napisane programy wewnątrz ‘metalowych ciał’ umieją nie tylko grę w szachy, ale np. potrafią odróżniać twarze, grać na instrumentach muzycznych i opiekować się ludźmi! A wszystko dlatego, że potrafią się uczyć.
Staje się oczywistym fakt, że droga od czysto algorytmicznej wersji SI do nawet słabej wersji SI jest niesłychanie ważna dla wielu dziedzin badawczych, w tym dla współczesnej filozofii. Ponieważ od początku istnienia informatyki wiązano z komputerami bardzo duże nadzieje, niektóre z nich wydają się teraz leżeć na pograniczu fantastyki. Ludzie wyobrażali sobie, że komputer będzie mógł robić wszystko to, co robi człowiek (łącznie z wizjami zbuntowanych maszyn przejmujących władzę nad światem np. Assimov, Dick). W rzeczywistości tak się nie stało. drogą do sukcesu okazało się naśladowanie natury.
Wpewnym sensie algorytmy genetyczne odtwarzają (symulują bądź modelują) ewolucję. Jest tak dlatego, że natura w toku ewolucji modyfikuje skomplikowane organizmy czy gatunki, w komputerze zaś manipulujemy ich bardzo uproszczonymi modelami. Prawdziwa ewolucja biologiczna jest procesem trwającym miliony lat. Jej komputerowe naśladowanie potrzebuje na ogół czasem kilku dni, a nawet godzin.

### Poszukiwanie odbicia w lustrze
Stanowisko Andy Clarka jest jedyną w swoim rodzaju koncepcją, która nie odrzuca w całości klasycznego ujęcia (np. narzędzia terminologiczne). Jest to podejście tzw. kompatybilności (zgodnościowe), w przeciwieństwie do tzw. purystów (np. teoria radykalnego ucieleśnienia). W przeciwieństwie do słabej (prostej) wersji ucieleśnienia, radykalne ucieleśnienie (mocna wersja) odwołuje się często do teorii tzw. systemów dynamicznych (dynamical systems). Gdzie zamiast reprezentacji (wewnętrznych) występują dynamiczne schematy wykształcone w biologicznych strukturach (zwłaszcza neuronalnych). Również ważny jest dla radykalnego podejścia fakt, że rozdzielenie systemu poznawczego na podsystemy jest nieprawdziwym stwierdzeniem. Należy system poznawczy postrzegać jako strukturę niekoniecznie organiczną o wielu warstwach, odnoszących się do poszczególnych i określonych funkcji (każda czemuś przyporządkowana).
Clark mówi, że błędem byłoby argumentować kompletną nieprzydatność teoretycznych narzędzi związanych z klasycznym podejściem (w tradycyjnych modelach kognitywnych). Należałoby nie odrzucać reprezentacji mentalnych w zupełności a jedynie zaaplikowania ich do nowych wymogów i teorii. W efekcie powstaje ucieleśniona reprezentacja. Ponieważ ‘poznanie ucieleśnione’ (action oriented representations) nie może np. adekwatnie wytłumaczyć procesów wyższego poziomu (meta-poznawczych stanów, jak zdolność do myślenia o refleksjach). Potrzebna jest tutaj udział analizy w kategoriach komutacyjnych bądź reprezentacyjnych.
Ogólna charakterystyka stanowiska Clarka, mieści się w trzech pojęciach: cognition is situated, distributed and embodied – poznanie jest sytuacyjne, dystrybutywne (rozproszone) i ucieleśnione.
Poznanie jest usytuowane (Cognition is situated) – inaczej poznanie sytuacyjne. Jest to poznanie w kontekście konkretnych zadań (situated cognition). Reprezentacje mentalne tworzone są z sytuacji bądź bazują na języku (są ‘umieszczone’ w miejscu i czasie, maja atrybut czasu i miejsca) Istotne są tutaj: przeszłość poznawcza (cognitive past), narzędzia umysłu: funkcje porównawcze, językowe i komunikacyjne (hipotetyzujące).
Relokacja pracy poznawczej (Off-load cognitive work onto the environment) – przemieszczenie ciężaru poznawczego na otoczenie. On-line odpowiedzialne za pobieranie informacji, natomiast off-line za przetwarzanie. Ten typ tworzy mentalny obraz otoczenia, praca przeniesiona na tzw. ekspertów. Szersze zastosowanie otoczenia, jako pamięć długoterminową (long-term mem.). Świat jest tutaj przedstawiany jako swój najlepszy model, więc nie musi być modyfikowany (według Brooksa). Przykłady: umysł rozszerzony (m.in. Chalmers, Clark), ptak rozbijający ziarenka czy orzeszki o ziemie, gdzie ziemia staje się narzędziem – artefaktem poznawczym.
Ustosunkowanie się do otoczenia (The environment is part of the cognitive system) – otoczenie jako część systemu poznawczego. Jest to tzw. rozproszone (dystrybutywne poznanie), dzieli poznanie na:
(a) sytuacje (situation), (b) ‘poznającego’ usytuowanego (situated cognizer).
Oba poziomy łączy w całość, traktując jako unitarny system – pewne pole poznawcze. W kontekście tych rozważań mówi się o kauzalności dystrybutywnej (przyczynowości) wymaganej w tej koncepcji. Wymagany jest więc system poznawczy w formalnym sensie, nie jest to tylko zbór relacji, ale zbiór własności odnoszących się do ok. elementów systemu – do otoczenia. Charakteryzuje się dużym przepływem informacji między otoczeniem a systemem poznawczym, jest to otwarty system (open system), interakcja (złożone operacje na poziomie podstawowym) jako warunek do powstania procesów mentalnych (wyższego rzędu).
Clark nie zaprzecza również tezie, że operacje poznawcze – kognitywne zachodzą pod presją czasu (realtime, runtime – rzeczywistego), czyli w jakimś określonym odcinku czasowym. Pojęcie czasu rzeczywistego w tradycyjny sposób rozumiane to określenie, odnoszące się najczęściej do urządzeń, których funkcjonowanie nadąża za zjawiskami, zachodzącymi w jego otoczeniu. Na przykład telewizor, telefon, telegraf pracują "w czasie rzeczywistym", przekazując na bieżąco obraz, dźwięk lub pismo. W technikach obliczeniowych także można wyróżnić takie układy, które funkcjonują w czasie rzeczywistym (on-line) oraz takie, które nie są w stanie działać ‘na bieżąco’ (off-line). Granica między obydwoma tymi rodzajami stale się przesuwa; w miarę postępu technicznego i wzrostu mocy obliczeniowej komputerów (mikroprocesorów) coraz więcej zadań udaje się zrealizować w czasie rzeczywistym.
Zdaniem Clarka naturalny system poznawczy i jego procesy poznawcze umieszczone są w czasie rzeczywistym. Modle formalne, komputacjonistyczne czy też obliczeniowe ignorują ta zależność, na rzeczy prostej i skończonej sekwencji stanów (wewnętrznych). Działania zawsze są o charakterze poznawczym bądź pośrednio prowadzącym do różnych form wiedzy. Mogą zostać rozproszone na obiekty świata zewnętrznego, tym samym tworząc skomplikowaną sieć zależności. W tym wypadku mamy do czynienia z eksternalizmem biernym oraz czynnym. Są to oddzielne pojęcie interesujące Clarka, związane z ideą rozszerzonego umysłu (extended mind) wypracowaną wraz z Davidem Chalmersem Wracając do rozważań na temat czasu – niezależnie czy mamy do czynienia z działaniami on-line czy off-line, podmiot zawsze funkcjonuje w czasie. Organizm o podłożu np. biologicznym współpracuje na zasadzie nieskończonej wstęgi moebiusa. Stanowisko Clarka opiera się w tym wypadku na ciągłej i nieprzemijającej, obustronnej przyczynowości (z ang. Continuous Reciprocal Causation, w skrócie CRC).
Wymieniony model zakłada możliwość działania „w przód i tył”, współdziałając symultanicznie między mózgiem, ciałem i otoczeniem. Chodzi tutaj o wytworzenie sieci zależności, powiązań, semantycznych treści itp. w toku funkcjonowania między trzema czynnikami. Bez takiego spojrzenia – zdaniem Clarka – większość systemów czasu rzeczywistego w nie byłaby w stanie działań w skoordynowany sposób. Układ o jakiejkolwiek budowie staje się dynamiczny (za van Gelderem) wtw jeśli w obliczu postawionych zadań uwzględnia m.in.: właśnie kategorię czasu.
Jest to ważne kryterium poprawnościowe. Istotnym pojęciem w całej koncepcji ‘ucieleśnienia’ jest tzw. sprzężenie zwrotne (feedback). Jako że jest to koncepcja o charakterze sprzężenia strukturalnego informacji przetwarzanych. Owo sprzężenie (reakcja na dany bodziec wraz z modelem wyprzedzenia, coś na wzór refleksu) widoczne jest w koncepcji emulatorów rozważanych w badaniach z Rickiem Grushem. Jest to budowanie pewnych modeli adekwatnych do danego środowiska i innych warunków poznawczych (np. wymienione prace z zakresu robotyki Rodneya Brooksa).

### Metodologia badawcza
Andy Clark jako jeden z naczelnych propagatorów nowoczesnej metodologii filozoficznej, jaką jest nauka o ucieleśnionym poznaniu aktywnym (embodied active cognition), wyróżnia trzy taktyki. Owe strategie badawcze poruszają się głównie wokół trzech sfer problemowych.
- (a) koncentrowanie się na świecie rzeczywistym czyli otoczeniu, jak i jego obiektach oraz branie pod uwagę czasu rzeczywistego stanowiącego kryterium efektywności wykonywanych działań (real-world, real-time focus),
- (b) inteligentne działanie jest konsekwencją wielokrotnej prostej komunikacji między różnymi jednostkami działającymi, czyli poznającymi, nie wymaga więc centralnego planowania (awareness of decentralized solutions). Składnikami takiej strategii miałyby być indywidua, komponenty oraz otoczenie.
- (c) wizja poznania jako ‘rozszerzonej czynności’ – gdzie znaczną rolę poznawcza odgrywa medium (ciało), otoczenie i artefakty (an extended vision of cognition and computation). Oraz świadomość czasowości i przestrzenności wszelkich działań (procesy myślowe są poza ‘głową’).

Na podstawie powyższej metodologii powstają następujące problemy pojęciowe, a raczej wyzwania filozoficzne:
- (a) problem określenia swojej pozycji wobec otoczenia, artefaktów itd. (the problem of tractability), ten problem uważa się często za osiągnięty w 75%, istnieją maszyny weryfikujące swoje stanowisko wobec środowiska, mają ‘zmysł’ równowagi czy też samoorganizacji, ale przecież do pełnego obrazu tego poziomu potrzebne są wyższe zdolności poznawcze i samorzutność, składniki świadomości a tej nie udało się osiągnąć,
- (b) problem wyższych czynności poznawczych (the problem of advanced cognition), czynności takie jak refleksja nad swoją wypowiedzią czy też wyobrażenia to jak na razie bajki bynajmniej nie robotów, lecz fantastów, maszyna czuje do pewnego stopnia jak człowiek, ale w inny sposób, twierdząc za Dennettem możemy mieć tutaj do czynienia z nową jakością rozwijająca się dopiero – czyli jeszcze dużo lat żmudnej pracy,
- (c) problem tożsamości (the problem of identity), jest to ostatni bastion nigdy nie zdobyty ani nawet nie naruszony, nie skonstruowano jeszcze inteligentnej maszyny mającej zdolność samo-reprezentacji, winę ponosi poziom wiedzy ludzkiej a tym samym technologii.

Innymi słowy chodzi tutaj o zaaplikowanie rozwiązań filozoficznych od klasyków fenomenologii (Merleau-Ponty, Heidegger). Następnie uznanie założeń teoretycznych z biosemantyki oraz poznania rozproszonego (dystrybucji) jako pewnej interakcji. Częściowe bądź całkowite odrzucenie tradycyjnej koncepcji percepcji (Marra) i uznanie doskonalszych założeń ‘ucieleśnionej’ percepcji (animato vision Ballarda). Oraz ostatecznie zastosowanie teorii systemów dynamicznych i użycie dobrze znanej z psychologii rozwojowej – metafory tzw. ‘rusztowania’ (język i kultura).
Chodzi tutaj o przyjęcie strategii badawczej pod wspólną nazwą ‘post-kartezjanizmu’. Owo stanowisko można podzielić na dwie wersje :
- (a) słabą (minimalny kartezjanizm) – uznającą reprezentacje w minimalny sposób (zorientowane na działaniu), umieszczającą myślącego agenta (podmiot) w otoczeniu,
- (b) mocną (radykalne ucieleśnienie) – kompletnie odrzucającą przesłanki komputacjonistyczne i reprezentacjonistyczne (jako symbole). Chodzi tutaj o zwrot w stronę medium jakim jest ciało niekoniecznie biologiczne, ale działające w otoczeniu. Poznanie to ucieleśnione procesy spostrzegawcze i działania motoryczne. Jest to dynamiczny system. W tym sensie każdy system działający aktywnie w otoczeniu jest inteligentny np. robot.

Model Clarka należy uznać pod nazwą ‘ucieleśnionego poznania’ bądź też ‘minimalnego kartezjanizmu’, jako słabą wersje ‘post-kartezjańskiego agenta’ (post-cartesian agent). Co zostanie ukazane w dalszym toku rozważań. Niektórzy jeszcze dopatrują się potrzeby zaistnienia deweyowskiego modelu aktywnego agenta. Ale w wymiarze ‘ucieleśnionego poznania’ nie jest konieczne przytaczanie tych rozważań. Jest to jedynie ciekawostka, odzwierciedlająca potrzebę zaistnienia bardziej pragmatycznej strony filozofii.
Minimalny kartezjanizm rozumiany jest jako próba rekonstrukcji filozoficznej. Jest to projekt mający stanowić pomost. Łączący nowoczesne rozumienie umysłu jako modelu bazującego na interakcji z otoczeniem, a zarazem łagodzący radykalne rozwiązania oderwane od tradycyjnego rozumienia kwestii reprezentacji, przekonań i ostatecznie świadomości. Innymi słowy jest to przebudowanie istoty ludzkiej, osadzenie na nowej siatce pojęciowej. Nadanie zupełnie nowej dynamiki locusowi umysłu – ciału. Tym samym otwarciu na świat będący źródłem poznawania i wiedzy.
Konstrukcja bogatego wewnętrznego modelu (niekoniecznie 3D), planu obserwacyjnego w efekcie może prowadzić do tzw. radykalnego interakcjonizmu. Jako że jesteśmy ucieleśnieni, funkcjonujemy w nieustannym strumieniu bodźców. Zmusza ‘agenta’ do nieustannych działań poznawczych (tutaj: nieustannej weryfikacji obrazu na scenie, dostępnymi środkami – strategiami). W konsekwencji organizm czy też struktura poznawcza agenta od dowolnej formie tworzy przyczynowo związane sieci zależności między sytuacjami zachodzącymi i mogącymi zajść z udziałem określonych obiektów itd. Należy brać pod uwagę wypadkowe jako, że otoczenie ulega zmianie i nie funkcjonuje w ściśle dokładnych schematach. Dla przykładu można przedstawić: subtelny i wyrafinowany taniec. Pojawia się tutaj trudność definicji owej czynności w kategoriach wewnętrznych reprezentacji (ponieważ mogą być one zbyt skomplikowane itp.).

## Publikacje
Świeżym i ambitnym spojrzeniem na filozofię umysłu i kognitywistykę nacechowana jest książka pt.: “Mindware: An Introduction to the Philosophy of Cognitive Science” (Oxford University Press, 2001.). Stanowi ona doskonałe zestawienie wielu poglądów i stanowisk współczesnej filozofii i epistemologii. Priorytetowym celem tej ciekawej monografii jest ukazanie ewolucji i zmian naszego spojrzenia na system poznawczy.
Uzupełnieniem rozważań i rekonstrukcją stanowiska Clarka jest publikacja pt.: „Natural-Born Cyborgs: Minds, Technologies and the Future of Human Intelligence” (Oxford University Press, NY. 2003). Traktuje ona poważnie m.in. problem modyfikacji ciała z zastosowaniem nowoczesnych technologii o autonomicznej strukturze oraz ingerencji autonomicznych sztucznych systemów myślących w ludzkie życie społeczne.
Pozostałymi ważnymi pracami są przede wszystkim liczne artykuły publikowane na przestrzeni ostatnich lat w czasopismach, takich jak: „Cognitive Science”, „Minds & Machines” czy „Cognitive Science Quarterly”.